# Pierluigi Panza
Pierluigi Panza (Milano, 5 marzo 1963) è uno scrittore, giornalista e critico d'arte italiano.

## Biografia
Si è laureato con lode in architettura al Politecnico di Milano e in filosofia all'Università degli Studi di Milano ed è Dottore di ricerca in Conservazione dei beni culturali (con una tesi sul manoscritto di Giovanni Battista Piranesi su Santa Maria del Priorato conservato alla Columbia University di New York, 1995). Ha conseguito l'abilitazione nazionale alla docenza universitaria in Estetica, in Storia dell'architettura e in Storia dell'Arte. Studioso di Piranesi, è specialista in Storia della cultura artistica.
Pubblica poesie entrando in contatto con Antonio Porta, Franco Fortini e Giovanna Bemporad e lavora alla casa editrice Sugarco con Nanni Balestrini, Luigi Guidi Buffarini e Giancarlo Vigorelli. Qui escono le sue prime curatele per libri illustrati (Vitruvio, De Architectura; A.F.Gori, Statue del Tesoro Mediceo; L.Canina, Monumenti di Roma; G.B.Piranesi, Scritti di storia e teoria dell'arte).  Il 27 ottobre 2000 pubblica su Sette A Jane, una poesia inedita di Paul Bowles trovata nella Biblioteca della Columbia University. Nel 2003 pubblica un reportage dall'Indocina sui luoghi di Marguerite Duras con prefazione di Giovanni Raboni (Indocina, nei luoghi perduti dell'Amante, Unicopli).
Dal 1996 è giornalista professionista delle pagine culturali del Corriere della Sera per il quale ha scritto articoli sulle istituzioni culturali, musicali (in particolare sul Teatro alla Scala, al quale ha dedicato anche vari libri per Rizzoli e Skira classica e la Biennale di Venezia) e di critica d'arte. Per il Corriere della Sera ha partecipato alla pubblicazione di monografie su architetti e architetture. Come cronista e critico culturale ha pubblicato circa cinquemila articoli per il Corriere reperibili sul database Rcs.
Dal 1988 svolge attività didattica in vari atenei, principalmente in estetica e/o in critica d'arte e d'architettura al Politecnico di Milano (Adjunct professor dal 1996) e all'Università degli Studi di Milano. È stato docente Master allo Iulm 2006-2012, membro di commissione all'Accademia di Architettura di Mendrisio ed è stato membro del panel di esperti di chiara fama del dottorato di ricerca in Design e tecnologie per la valorizzazione dei beni culturali, istituito dal Dipartimento BEST, Politecnico. Affronta l'Architettura come fenomeno di Storia della cultura, studio di luoghi letterari (“Creatività letteraria e luoghi dell’Abitare”, in “Schermi/screens”, Rivista di Estetica, n.55, Torino). Circa duecento le pubblicazioni scientifiche come monografie, saggi in volume, atti di convegno, saggi in riviste universitarie.
È membro dell'Accademia delle arti del disegno di Firenze, dell'Istituto veneto di scienze, lettere ed arti, della Società italiana di estetica, della Società italiana di storia della critica d'arte, della Società di Neuroestetica Semir Zeki e di altre istituzioni. È consulente di collane editoriali.
Nel 1993 è stato tra i fondatori della rivista Ananke. Cultura, storia e tecniche della conservazione (Alinea, Firenze), di cui è direttore. Vicedirettore della rivista “Quaderni di 4A collana interdisciplinare di Culture del progetto, Accademia Adrianea Edizioni, Roma. Curatore del blog "Fatto ad Arte" di “Corriere della Sera” e di Laboratorio Piranesi.
Nel 2008 ha vinto il Premio Selezione Campiello per La croce e la sfinge (Bompiani), biografia romanzata della vita di Giovan Battista Piranesi. La sua opera narrativa presenta storie di protagonisti o momenti inediti della storia della cultura europea oppure romanzi generazionali.
Per l'Accademia della Crusca nel 2012 ha partecipato a Fuori l'italiano dall'università? Inglese, internazionalizzazione, politica linguistica, a cura di Nicoletta Maraschio, Laterza, Bari.
Nel 2015 è stato invitato all'Accademia di Stoccolma per l'incontro Giovanni Battista Piranesi: Predecessor, Contemporaries and Successors, organizzato dalla Royal Swedish Academy of letters, History and Antiquities, Accademia delle Scienze di Stoccolma.
Nel 2017 ha vinto l'European Union Prize for Cultural Heritage / Europa Nostra Awards, maggior riconoscimento europeo per la ricerca nel campo dei beni culturali per la ricerca e il volume Museo Piranesi (Skira). Nel 2017 (14-15 maggio) ha presentato la ricerca Museo Piranesi al Congresso europeo del patrimonio a Turku (Finlandia) per la European Commission.
Dal 2017 partecipa alle attività e alle commissioni dell'Accademia Adrianea per il Piranesi Prix de Rome .

## Pensiero
Le sue riflessioni sono principalmente dedicate al tema della memoria e sviluppate nei settori della Storia dell'Estetica e della Storia della Letteratura e critica artistica e architettonica. Il principale argomento di studio è la cultura dell'antico e del restauro nell'Italia del XVIII secolo, specialmente in Piranesi (di cui è uno dei massimi studiosi e collezionisti) e Winckelmann. È uno specialista anche sul Rinascimento in particolare su Leon Battista Alberti: dal 2001 è socio della Société Internazionale Leon Battista Alberti (S.I.L.B.A, Parigi) e collaboratore della sua rivista, Albertiana, riconosciuta dal Centre National de la Recherche Scientifique.
Si occupa, però, anche di arte e architettura contemporanea.I suoi articoli, i reportage dalle Biennali di Venezia e alcuni saggi (L'opera d'arte nell'epoca della sua riproducibilità finanziaria, 2015) criticano il potere che la finanza esercita nella costruzione del consenso nelle arti e nella letteratura contemporanee. È stato ospite del programma "Dago in the sky" di Sky Arte e ha partecipato ai cataloghi delle mostre su Luca Pignatelli (Museo Bardini, Firenze, 2019) e Koen Vanmechelen ("The Worth of Life", Mendrisio, 2019). È stato il primo italiano a ricostruire in un libro (L'ultimo Leonardo, 2018) le vicende del Salvator Mundi attribuito a Leonardo, mettendo in luce i controversi passaggi di proprietà.
Nei romanzi esplora due tematiche: la condizione dell'uomo contemporaneo in chiave generazionale (Il digiuno dell'anima, Nati sotto la luna...) oppure recupera fonti su personaggi e momenti del passato rielaborandole in chiave narrativa in una forma personale di "romanzo storico" che si basa su documenti inediti o poco noti (Italiani all'opera, L'inventore della dimenticanza, Un amore di Raffaello...).

## Campagne di tutela
- Nel 1988 campagna di studio sull'abitato di Porto San Giorgio coordinata dal prof. Marco Dezzi Bardeschi per il Politecnico di Milano
- 1993-1996/7 curatore e coordinatore dei risultati di una ricerca triennale ministeriale Murst Fabbrica di Santa Maria della Scala a Siena: materiali, tecniche e strutture condotta in collaborazione dal Politecnico di Milano con le università di Architettura di Genova, Architettura di Firenze e Lettere di Siena, risultati editi in AA.VV., Siena: lo Spedale di Santa Maria della Scala, Firenze, ISBN 88-8125-246-5
- 2005 ha riscoperto la tomba di Antonio Salieri a Vienna, restaurata dal Comune di Vienna sei mesi dopo.[18]
- 2018 partecipa al progetto per il recupero della "Rocca ariostesca" di Castelnuovo Garfagnana, risultati in Rocca ariostesca. Il progetto di restauro con Luigi Ficacci, Marco Dezzi Bardeschi, Lina Bolzoni, Ariosto e gli artisti-architetti, in Ananke, n.85, settembre 2018, pp. 28–31, ISSN 1129-8219.[19]

## Mostre
- 2015, Da Brera alle Piramidi Biblioteca Nazionale Braidense (Mibact) e Università degli Studi di Milano, Catalogo Scalpendi
- 2017, Winckelmann a Milano, Biblioteca Nazionale Braidense (Mibact) e Istituto Lombardo di Scienze e Lettere, Catalogo Scalpendi
- 2018 La Magnifica fabbrica, 240 anni di storia del Teatro alla Scala, da Piermarini a Botta, Museo Teatrale alla Scala, Catalogo Treccani
- 2020 Giambattista Piranesi.Architetto senza tempo, Palazzo Sturm - Musei civici, Bassano del Grappa, catalogo Silvana editoriale
- 2020 Piranesi a Milano, Brera, Milano, catalogo Scalpendi[20]
- 2021  Piranesi. Di marca trevigiana, Palazzo Giacomelli, Treviso, catalogo Grafiche Antiga

## Mostre di contemporanei
- 2019 collaborazione a Luca Pignatelli, a cura di Sergio Risaliti, Firenze, Museo Bardini
- 2020 collaborazione a Koen Vanmechelen - The worth of life 1982/2019, Teatro dell'architettura, Mendrisio, a cura Didi Bozzini
- 2021 curatore di Sergio Padovani. I Folli Abitano il Sacro, Milano, Fondazione Stelline, catalogo ISBN 978-88-8435-261-3

## Giurie
- Premio Letterario Comisso, Treviso.[21]
- Premio Letterario Città di Como.[22]
- Premio Milano International, Pegasus.[23]
- Premio Dedalo Minosse[24]

## Opere

### Principali saggi storico-artistici
- Antichità e restauro nell'Italia del Settecento, Franco Angeli, Milano, 1990, II ed. ampliata 1995.
- Leon Battista Alberti: Filosofia e teoria dell'arte, Guerini e Associati, 1994, II ed. ampliata, 2012.
- Siena: lo Spedale di Santa Maria della Scala, a cura di P.Panza e G.Tucci, A-Letheia 9, Alinea, Firenze, 1997
- Estetica dell'architettura, Guerini e Associati, 1996, II ed. ampliata 2012.
- Piranesi architetto, Guerini e Associati, Milano, 1998.
- Estetica. Tempo e progetto nell'età delle comunicazioni, Guerini e Associati, Milano 2002
- Orientalismi. Come l'Europa scoprì il Levante, Guerini e Associati, Milano, 2011
- L'opera d'arte nell'epoca della sua riproducibilità finanziaria, Guerini e associati, Milano, 2015
- Museo Piranesi, Skira, 2017
- Winckelmann a Milano, Scalpendi, 2017
- Piranesi a Milano, Scalpendi, 2020
- Arte come comunicazione, Guerini e associati, 2022[25]
- Nel nome del padre. Le molte vite di Francesco Piranesi, Memorie dell’Istituto Veneto, 2022
- Piranesi gli scritti, Electa, 2023

### Romanzi
- Il digiuno dell'anima, Bompiani, 2007
- Nati sotto la luna, Bompiani, 2011[26][27]
- Italiani all'opera. Casti, Salieri, da Ponte, Mozart. Un intrigo alla corte di Vienna, Skira, Milano, 2005
- La croce e la sfinge. Vita scellerata di Giovan Battista Piranesi, Bompiani, 2009 (Premio Campiello, Venezia)[28]
- L'inventore della dimenticanza, Bompiani, 2014 (Premio del Terriccio 2015, Stresa 2015, Lerici Golfo dei poeti 2016 e Città di Como 2016)[29]
- Un amore di Raffaello, Mondadori, 2020[30][31]
- “(Tra parentesi)”, racconto In “Piccola Antologia della peste” a cura di Francesco Permunian, Ronzani editore, Treviso, 2020

### Saggi vari
- M. Foucault, Taccuino persiano, a cura di P.Panza e R.Guolo, Guerini e Associati, Milano, 1998
- Indocina. Nei luoghi perduti dell'Amante, reportage sui luoghi di M.Duras, Unicopli, Milano, 2003
- Un palco all'opera. Storia della Scala, Rizzoli, Milano, 2006
- L'ultimo Leonardo, Utet, Milano, 2018[32][33]
- “Vittorio lo spagnolo con Carabaggio”, in Festschrist per Vittorio Sgarbi, Franco Maria Ricci, Masone, 2022

## Citazioni
- Recensione a “Nati sotto la luna”: “Attraverso i modi di un romanzo generazionale, scritto in una lingua volutamente mimetica, prossima al gergo più corrivo della contemporaneità, l’autore ci ricorda la vocazione preziosa della letteratura: dare voce agli scomparsi e ai perdenti, sottrarli all’oblio (e anche a quanto è scomparso di noi)” , Filippo La Porta, Corriere della Sera[26]
- Recensione a “Nati sotto la luna”: “Diciamo che siamo di fronte a dei ‘Fratelli d’Italia’, però con vicende meno radiose di quelle di cui Arbasino si è fatto cantore”, Renato Barilli, La Stampa[27]
- Recensione a “La croce e la sfinge” (Premio Campiello 2009, Premio Cavallini 2009): “Un grande saggio, nel gusto di un certo Longhi, quello della lettera da Pommer Stelden, scrittore dichiarato e per di più in lingua settecentesca e del Neri Pozza delle belle vite dei grandi pittori veneziani. Così un saggio preciso, ben argomentato, di solido fondamento filologico, può farsi passare per romanzo  e attraversare le forche caudine del Premio Campiello”, Vittorio Sgarbi, Il Giornale[28]
- Recensione a “L’inventore della dimenticanza” (Premio Stresa 2015, Premio del Terriccio 2015, Premio Lerici 2016), “E proprio Brux, difensore e teorico della smemoratezza, viene oggi sottratto al suo tanto amato oblio grazie al romanzo di Pierluigi Panza, L’inventore della dimenticanza (Bompiani).Un thriller storico raffinato, dagli ingredienti affascinanti: l’ambientazione nella Germania degli scontri tra cattolici e luterani, i favolosi Rosacroce di Johann Valentin Andreae, le trame segrete, i giochi di potere e le utopie alchemiche che richiamano i magnifici studi di Frances Yates”, Errico Buonanno, Corriere della Sera[29]
- Recensione a “L’ultimo Leonardo” (Premio Michelangelo 2018), “Da che parte stava la verità? È quanto Panza ha cercato di indagare mettendosi, per prima cosa, a ricostruire la storia del dipinto”, Marco Carminati, Il Sole 24 Ore[32]
- Recensione a “L’ultimo Leonardo”: “Alla fine della lettura, il ‘Salvator Mundi’ non risulta soltanto il quadro più costoso del mondo, ma anche, nei suoi passaggi dal trono al saccheggio, al misconoscimento e infine all’ ingresso nella finanza globale, uno dei più avventurosi”, Carlo Bertelli, Corriere della Sera[33]
- Recensione a: “Un amore di Raffaello”: “Se Gustave Flaubert si è messo nei panni di Madame Bovary, Pierluigi Panza non si è messo solo nei panni della Fornarina, al secolo Margherita Luti, leggendaria modella e amante di Raffaello Sanzio, ma si è proprio personificato in lei, raccontandola in prima persona”, Isabella Bossi Fedrigotti, Corriere della Sera[34]
- Recensione a “Arte come comunicazione”: “Ridimensionato il ruolo del critico, ed esaltato quello del curator, attraverso esperti, influencer, testimonial, prezzi gonfiati, mostre blockbuster e narrazioni varie, oggi si favorisce (a volte si costruisce, a tavolino) un «consenso» che conferisce valore di visibilità a opere d’arte e di architettura che, a loro volta, generano valore economico”, Luigi Mascheroni , Il Giornale,[25]

## Onorificenze
- Croce dell'Ordine al Merito melitense